# Shades of a Blue Orphanage
Shades of a Blue Orphanage címmel jelent meg az ír Thin Lizzy hard rock zenekar második nagylemeze 1972 március 10-én. A lemezt a Decca Records adta ki, amely elődjéhez hasonlóan folk-rock hatásokban bővelkedő blues-rock dalokat tartalmazott, szemben a későbbi albumok direktebb hard rock dalaival. Elődjéhez hasonlóan ez az album sem aratott különösebb sikert, a rajongók többsége szerint ez a lemez sem éri el azt a színvonalat, amit az együttes az 1970-es évek derekától kiadott nagylemezeivel képviselt. Az album címe utalás volt Downey és Lynott korábbi zenekarára az "Orphanage"-re. 2010 októberében az albumot újra kiadták, bónuszdalokkal kiegészítve, valamint új maszterelést is kapott.

## Háttér, fogadtatás
A debütáló album sikertelensége ellenére a Decca Records beleegyezett abba, hogy finanszírozza a második album költségeit, így a zenekar bevonult a Londonban található De Lane Lea Studiosba, hogy rögzítse második nagylemezét. A producer Nick Tauber volt, aki ekkoriban még nem rendelkezett komoly stúdiós tapasztalatokkal. A lemez 1972. március 10-én jelent meg, elődjéhez hasonlóan blues-rock stílusú dalokkal, melyeken erősen érződött a kelta dallamvilág hatása is. A dalok szövegei ismét Lynott anekdotáival voltak tele, utalva azokra az emberekre akikkel kapcsolatban állt élete során az énekes/basszusgitáros. Így a Sarah című dal nagymamájának állít emléket, aki akkor is mellette volt, amikor az anyja Philomena nem törődött vele. Érdekesség, hogy az 1979-es Black Rose: A Rock Legend albumon is van egy megegyező című dal, az azonban Lynott kislányának állít emléket.
Emellett a dalokban megjelent a dublini hétköznapok keserű valósága is, mindaz a frusztráció ami a zenekari tagokat is jellemezte a dalok születésének idején.
Az album sem kereskedelmi sem kritikai értelemben nem aratott különösebb sikert, a kritikusok nagyrésze továbbra is negatívan nyilatkozott az albumról.
Visszatekintő írásában  Eduardo Rivadaiva az AllMusic kritikusa 3 pontot adott rá az ötből és kifejtette, hogy az album két 7 perc feletti szerzeménye a címadó és a The Rise and Dear Demise of the Funky Nomadic Tribes jelenti az album gyenge pontjait. Kifejtette, hogy erőltetett dalokról van szó, amik legalább olyan zavaros szerzemények, mint utóbbinak a címe. Hozzátette, hogy az 1950-es évek rockabilly stílusában íródott I Don't Want to Forget How to Jive című dal is a lemez gyenge pontjai közé sorolható, melyet csak Lynott dalszövege ment meg. Emellett dicsérte a Sarah című dalt, valamint a Baby Face című szerzeményt, amely húzos riffjeivel előrevetítette a későbbi hard rock hangzást. A Buffalo Gal véleménye szerint szintén az erősebb dalokhoz sorolható, mely egy melankolikus, közepes tempójú balladisztikus darab.
Stuart Berman kritikus szerint az albumot nyitó The Rise and Dear Demise of the Funky Nomadic Tribes című dal legalább olyan nevetséges, mint a címe, a végén egy felesleges dobszólóval. A címadó dalról is hasonló véleménnyel volt, az album egészét pedig útkeresőnek és kiforratlannak nevezte, 6.3 ponttal jutalmazva a lehetséges 10-ből. Elmondása szerint Lynott dalszövegei olyan bölcsességről árulkodnak, ami több évtizedes élettapasztalatról tesznek tanúbizonyosságot, annak ellenére, hogy Lynott ekkoriban mindössze 23 éves volt.
A lemez megjelenését egy brit turné követte a Suzi Quatro és a Slade társaságában, azonban a közönséget az ekkoriban már sikerei csúcsán levő Slade érdekelte csak igazán. A Thin Lizzy megítélése vegyes volt, a kritikusok és a zenerajongók továbbra sem mutattak komolyabb érdeklődést a zenekar iránt.
Az album újramaszterelt verziója 2010 október 11-én jelent meg, bónuszdalokkal kiegészítve.

## Számlista
Az összes szám szerzője Phil Lynott, kivéve ahol jelölve van.. 
| 1. | The Rise and Dear Demise of the Funky Nomadic Tribes (Lynott, Eric Bell, Brian Downey) | 7:06 |
| 2. | Buffalo Gal                                                                            | 5:30 |
| 3. | I Don't Want to Forget How to Jive                                                     | 1:46 |
| 4. | Sarah                                                                                  | 2:59 |
| 5. | Brought Down                                                                           | 4:19 |

| 6. | Baby Face                  | 3:27 |
| 7. | Chatting Today             | 4:19 |
| 8. | Call the Police            | 3:37 |
| 9. | Shades of a Blue Orphanage | 7:06 |

| Remaszterizált CD verzió bónusz dalai: | Remaszterizált CD verzió bónusz dalai:                                       | Remaszterizált CD verzió bónusz dalai: | Remaszterizált CD verzió bónusz dalai: | Remaszterizált CD verzió bónusz dalai: | Remaszterizált CD verzió bónusz dalai: | Remaszterizált CD verzió bónusz dalai: | Remaszterizált CD verzió bónusz dalai: | Remaszterizált CD verzió bónusz dalai: | Remaszterizált CD verzió bónusz dalai: |
| #                                      | Cím                                                                          | Hossz                                  |                                        |                                        |                                        |                                        |                                        |                                        |                                        |
| -------------------------------------- | ---------------------------------------------------------------------------- | -------------------------------------- | -------------------------------------- | -------------------------------------- | -------------------------------------- | -------------------------------------- | -------------------------------------- | -------------------------------------- | -------------------------------------- |
| 10.                                    | Whiskey in the Jar (teljes hosszúságú verzió, szerző: Lynott, Bell, Downey)  | 5:45                                   |                                        |                                        |                                        |                                        |                                        |                                        |                                        |
| 11.                                    | Black Boys on the Corner (A Whiskey in the Jar kislemez B oldalas dala.)     | 3:24                                   |                                        |                                        |                                        |                                        |                                        |                                        |                                        |
| 12.                                    | Buffalo Gal (1977-es újrarögzített és kevert változat)                       | 5:10                                   |                                        |                                        |                                        |                                        |                                        |                                        |                                        |
| 13.                                    | Sarah (1977-es újrarögzített és kevert változat)                             | 2:47                                   |                                        |                                        |                                        |                                        |                                        |                                        |                                        |
| 14.                                    | Brought Down (1977-es újrarögzített és kevert változat)                      | 3:06                                   |                                        |                                        |                                        |                                        |                                        |                                        |                                        |
| 15.                                    | Suicide (BBC Radio 1 koncertfelvétel John Peel műsorából.)                   | 4:03                                   |                                        |                                        |                                        |                                        |                                        |                                        |                                        |
| 16.                                    | Black Boys on the Corner (BBC Radio 1 koncertfelvétel John Peel műsorából.)  | 3:07                                   |                                        |                                        |                                        |                                        |                                        |                                        |                                        |
| 17.                                    | Saga of the Ageing Orphan (BBC Radio 1 koncertfelvétel John Peel műsorából.) | 3:39                                   |                                        |                                        |                                        |                                        |                                        |                                        |                                        |
| 18.                                    | Whiskey in the Jar (BBC Radio 1 koncertfelvétel John Peel műsorából.)        | 5:55                                   |                                        |                                        |                                        |                                        |                                        |                                        |                                        |
| 77:05                                  |                                                                              |                                        |                                        |                                        |                                        |                                        |                                        |                                        |                                        |

## Közreműködők
Thin Lizzy
- Phil Lynott – ének, basszusgitár, akusztikus gitár
- Eric Bell – szólógitár, akusztikus gitár
- Brian Downey – dob, ütőhangszerek

Vendégzenészek
- Clodagh Simonds – billentyűs hangszerek, mellotron, csembaló
- Gary Moore – gitár a 12-14 dalokban.

Produkció
- Nick Tauber – producer
- Louie Austin – hangmérnök
- Dick Plant, Tony Duggan, Desmond Najekodunmi – segéd hangmérnök